# Brenda Vaccaro
Brenda Vaccaro, född 18 november 1939 i Brooklyn, New York, är en Golden Globe-belönad, Oscarsnominerad amerikansk skådespelare. 
Hon växte upp i Texas, där hennes föräldrar var med och grundade Mario's Restaurant. Hon återvände till New York för att studera vid Neighborhood Playhouse. 
Vaccaro Broadwaydebuterade i komedin Everybody Loves Opal, och belönades med Theatre World Award. Hon Golden Globe-nominerades för rollen Shirley i filmen Midnight Cowboy. Hon nominerades för en Oscar för sin biroll i filmatiseringen av Jacqueline Susanns En gång är inte nog (1975). Efter det har hon medverkat i filmer som Haveriplats: Bermudatriangeln, Capricorn One, Mannen med ishackan och Supergirl. Hon har även gjort många gästroller i avsnitt av TV-serier som Mord och inga visor, Pantertanter, Ally McBeal, Columbo, Vänner och Nip/Tuck.

## Filmografi (urval)
- 1969 – Midnight Cowboy
- 1975 – En gång är inte nog
- 1977 – Haveriplats: Bermudatriangeln
- 1977 – Capricorn One
- 1980 – Mannen med ishackan
- 1984 – Supergirl
- 1988–1990 – Mord och inga visor (TV-serie) (olika gästroller)
- 1989 – Så var det ingen kvar
- 1990 – Columbo, avsnitt Murder in Malibu (gästroll i TV-serie)
- 1990 – Pantertanter, avsnitt Ebbtide's Revenge (gästroll i TV-serie)
- 1994 – The Critic (TV-serie)
- 1995 – Vänner, avsnitt The One With The Boobies (gästroll i TV-serie)
- 1996 – Kärlekens båda ansikten
- 1997 – Ally McBeal, avsnitt The Attitude (gästroll i TV-serie)
- 2003 – Fantastiska Wilbur 2
- 2006 – Nip/Tuck, avsnitt Diana Lubey (gästroll i TV-serie)
- 2010 – Historien om Doktor Död (TV-film)
- 2025 – Nonnas